# Motto-Ferrari
Motto-Ferrari, alternativ auch Ferrari Motto, ist ein Sammelbegriff für Ferrari-Sportwagen mit einer Karosserie der italienischen Carrozzeria Motto aus Turin. Nur 1950 und 1951 gestaltete und baute Motto unter Führung von Rocco Motto Aufbauten für Ferrari-Chassis. Insgesamt karossierte Motto nur drei solcher Neuwagen, ferner wurde ein älterer Rennsportwagen umgerüstet. Durch die Verwendung leichter Aluminium-Bleche waren die Fahrzeuge vor allem für den Motorsport geeignet.

## Hintergrund

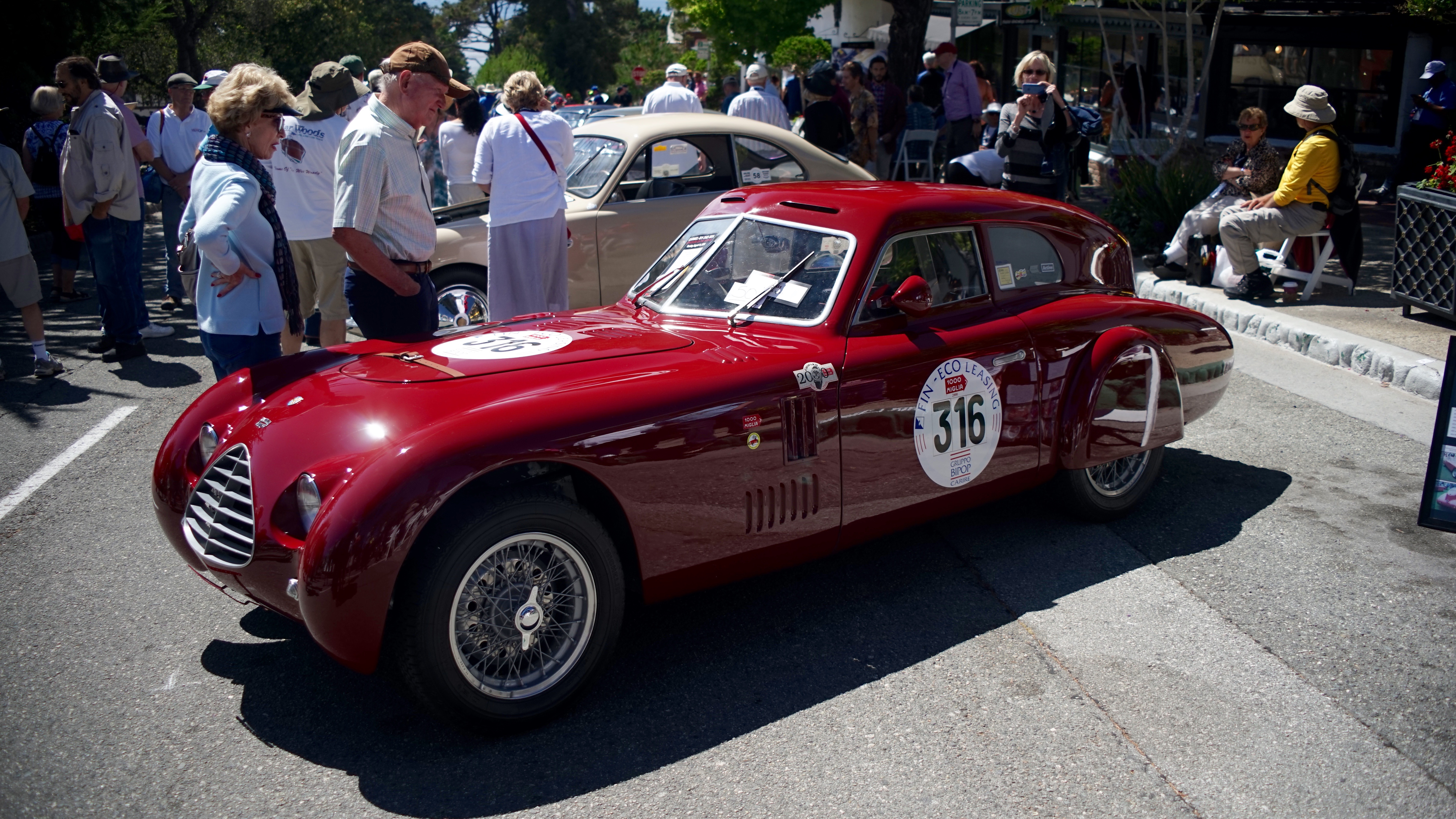
Der Cisitalia 202 MM Berlinetta „Cassone“ aus dem Jahr 1947 mit einer von Motto entworfenen und dort gebauten Sonderkarosserie

Rocco Motto (1904–1996) absolvierte eine Lehre als Spengler und arbeitete unter anderem für Martelleria Maggiora, woraus später der Karosseriebaubetrieb Maggiora hervorging. Mit seinen Brüdern Ernesto und Clemente gründete er die Martelleria Fratelli Motto an der Via Orta in Turin, aus der 1932 die Carrozzeria Fratelli Motto entstand. Zunächst fertigte der Betrieb Karosserieteile und Rohkarosserien für größere, bekanntere Karosseriebauer wie Battista Pininfarina und Ghia sowie Automobilhersteller wie SPA und Lancia, kurz vor dem Zweiten Weltkrieg auch Siata.
Nach Kriegsende wechselte Motto in die Via Bardonecchia und karossierte zwischen 1946 und 1949 insbesondere Chassis von Alfa Romeo, Cisitalia und Fiat, aber auch von Bandini und Ermini. Zu dieser Zeit firmierte das Unternehmen als Carrozzeria Motto, also ohne den Zusatz „Fratelli“, und nutzte entsprechend der Telex-Adresse auch CA-MO als Kurzform und Markennamen. In den folgenden Jahren ergaben sich Kooperationen mit weiteren italienischen, aber auch französischen und US-amerikanischen Automobilherstellern und Designern.
Bereits ab 1947 baute Ferrari erste Sport- und Rennsportwagen unter eigenem Namen. Nachdem mit dem Ferrari 166 Inter 1948 die Kleinserienfertigung begonnen hatte, wurde sie mit den Modellen der Baureihe 195 ab 1950 und der Baureihe 212 ab 1951 ausgeweitet. Zu dieser Zeit arbeitete Ferrari noch mit zahlreichen Karosseriebaubetrieben zusammen, die die offenen oder geschlossenen Aufbauten weitgehend frei nach den Wünschen der Kunden gestalteten.
Die aufwendige Handarbeit, die dadurch begrenzten Kapazitäten der etablierten Karosseriebauunternehmen und die mitunter speziellen Wünsche der Käufer führten dazu, dass vor allem 1950 und 1951 eine Vielzahl von kleineren wie größeren Karosseriebauern Aufträge erhielten, Ferrari-Sportwagen einzukleiden, so auch die Carrozzeria Motto in Turin.

## Die einzelnen Motto-Ferraris
Einzelne Quellen attestieren Rocco Motto „einen eigenen Stil mit sauberen und einfachen Linien, aber auch sanft und fließend, nahezu ohne unnötige Feinheiten.“ Dies und die Fokussierung auf Rennsportwagen lässt Ähnlichkeiten zu Sergio Scaglietti mit seinem Unternehmen Carrozzeria Scaglietti aus Modena erkennen, der ab der Chassisnummer 0440M im Jahr 1954 zu Ferraris bevorzugtem Karosseriebauer für Rennsportwagen-Aufbauten wurde.

### Ferrari 166 Inter Motto Spider (Karosserie von 1950, nacheinander auf den Chassis Nummer 002C und 031S)

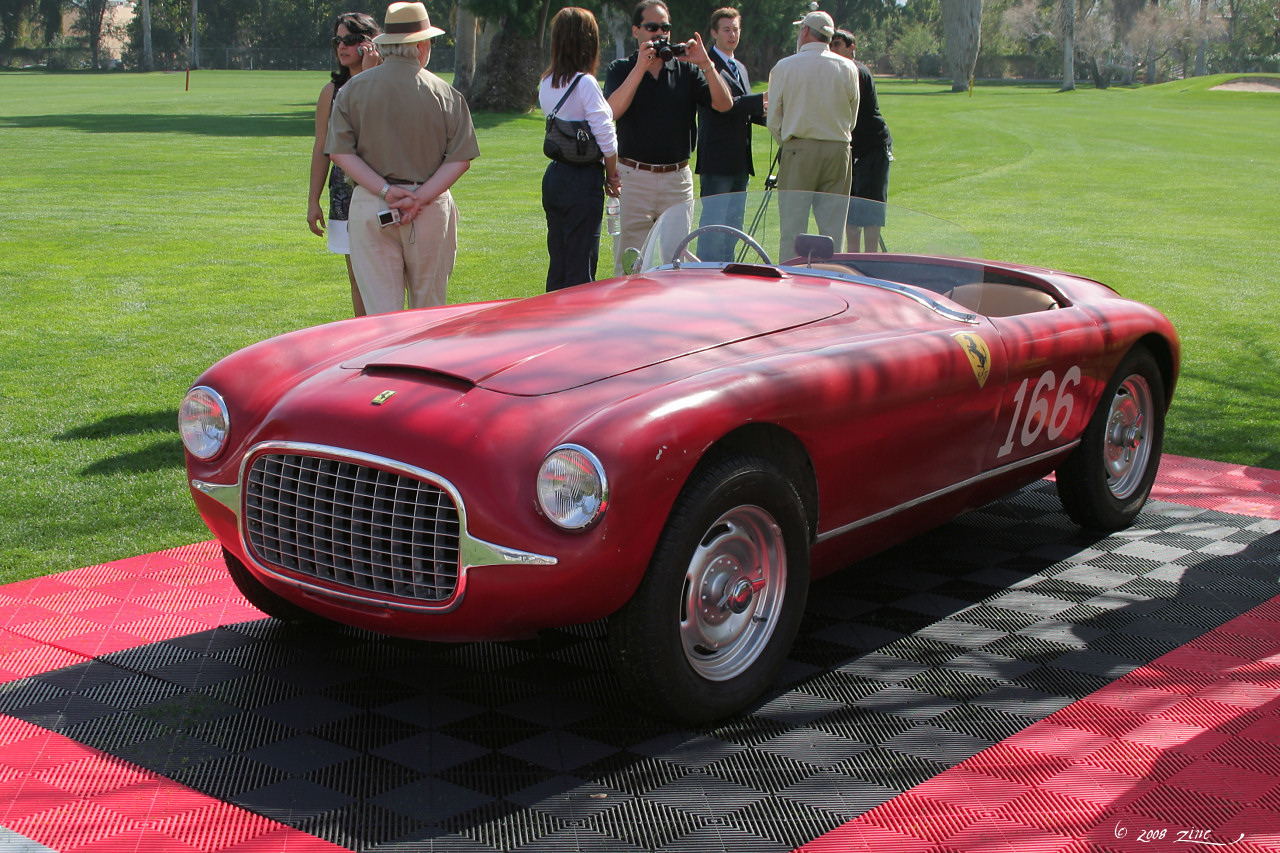
Der Ferrari 166 Inter Motto Spider mit einer Karosserie von 1950

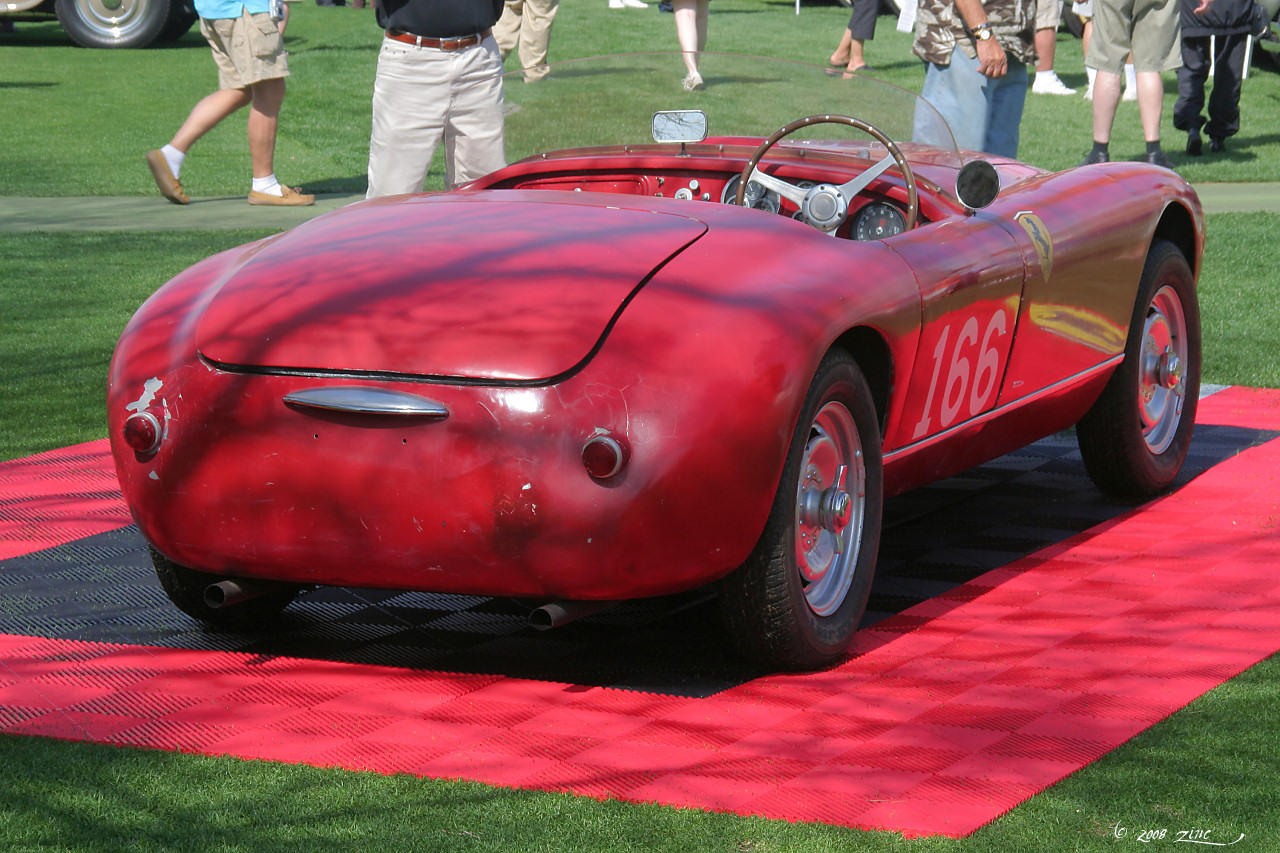
Ursprünglich auf einem Chassis von 1947 montiert, wurde die Motto-Karosserie Mitte der 1970er-Jahre auf das Fahrgestell 031S übertragen

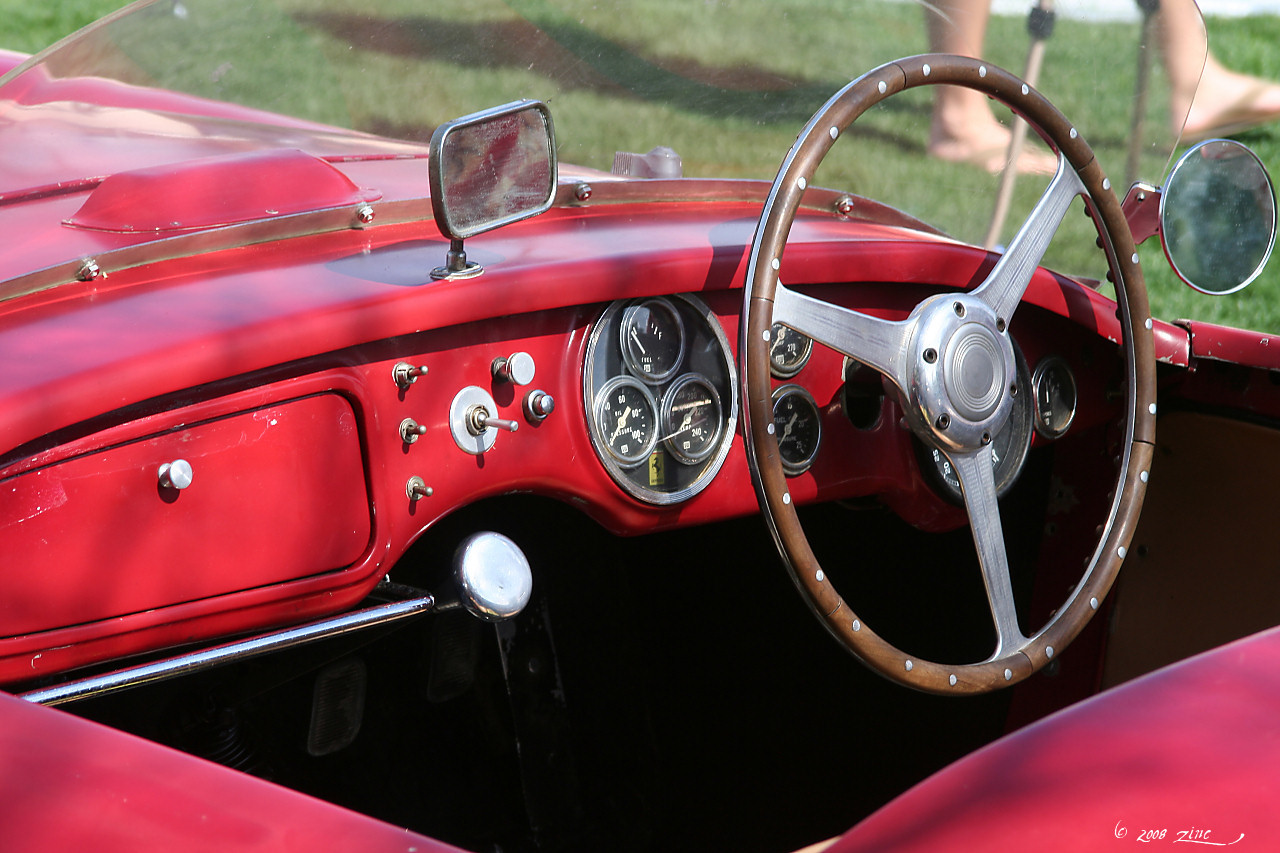
Das Interieur dieses Motto-Spider ist rennsportlich spartanisch

Im Jahr 1950 entwarf und baute Motto eine Spider-Karosserie für einen Ferrari 166 Inter. Das Fahrzeug mit der Chassisnummer 002C stammte ursprünglich aus dem Jahr 1947 und war nach 01C bis 04C erst das fünfte, das unter der Marke Ferrari entstanden war. Ursprünglich hatte es einen Zwölfzylinder-V-Motor mit nur 1,9 Liter Hubraum und war als Rennspider mit schmaler Zweisitzerkarosserie und freistehenden Rädern ohne herkömmliche Kotflügel karossiert worden (sogenannter „C Wing Spider Corsa“); nur kleine motorradartige Schutzbleche schützten vor Steinschlägen. Im Jahr 1947 hatte es als Werkswagen der Scuderia Ferrari unter den Fahrern Franco Cortese und Raymond Sommer gedient, zuletzt mit einem auf 2,0 Liter vergrößerten Motor, ehe es 1948 an zwei Mailänder Rennfahrer und 1949 weiter an Luigi de Filippis verkauft worden war, den Bruder von Maria Teresa de Filippis.
Im Jahr 1950 karossierte Renato Nocentini, der in Florenz mit Ferrari-Sportwagen handelte und die Werkstatt Garage La Rotunda betrieb, den C Wing Spider Corsa mit der von Motto entworfenen und gebauten Spider-Karosserie im Pontonstil. Die Spider-Karosserie von Motto blieb in dieser Form ein Einzelstück.
Bei einem Radstand von 2420 Millimeter wirkte die niedrige Pontonkarosserie recht gestreckt. Sie war, typisch für Motto, relativ schlicht gestaltet. Auffällig war allein die Fahrzeugfront; die verchromte Umrandung des Kühlergrills lief seitlich rechts und links in schlanke dreieckige Spitzen aus und an der Vorderkante der Motorhaube saß eine Lufthutze. In der Saison 1950 bestritt der italienische Rennfahrer Piero Scotti aus Florenz mit dem Motto-Spider mehrere Bergrennen, ehe er für die folgende Saison auf den neuen Ferrari 212 Export Motto Spider mit der Chassisnummer 0094E wechselte.
Im Jahr 1951 erwarb ein plastischer Chirurg aus New York City den Ferrari 166 Inter Motto Spider bei Nocentini in Florenz und überführte ihn in die Vereinigten Staaten. Nach mehreren US-amerikanischen Eigentümern, darunter der Ferrari-Sammler und -Restaurator Richard O’Hare, gelangte der Motto-Spider 1968 schließlich in das Eigentum eines Enthusiasten aus Detroit; dieser veranlasste Anfang 1969 eine Restaurierung, bei der das Fahrzeug einen neuen Aufbau im Stil der ursprünglichen C-Wing-Spider-Corsa-Karosserie mit freistehenden Rädern erhielt. Die Motto-Spider-Karosserie konnte erhalten werden und wurde für 300 US-Dollar weiterverkauft. Später erwarb sie der New Yorker Ferrari-Sammler Ed Williman.
Der rechtsgelenkte Motto-Spider lebte Mitte der 1970er-Jahre in modifizierter Form wieder auf: Williman ließ die Motto-Karosserie auf das Ferrari 166 Inter-Chassis 031S montieren und einen Ferrari 212-Motor einbauen. Das Chassis stammte von 1949, hatte ursprünglich einen Berlinetta-Aufbau von Stabilimenti Farina und das Fahrzeug stand in den frühen 1970er-Jahren aufgegeben in den Straßen von New York City.

### Ferrari 195 Inter Motto Coupé (1951, Chassisnummer 0117S)

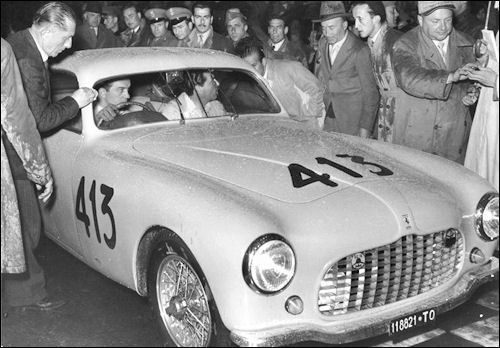
0117S, Mille Miglia 1951

Um den Jahreswechsel 1950/51 karossierte Motto den Ferrari 195 Inter mit der Chassisnummer 0117S mit einer Coupé-Karosserie. Anfang 1951 wurde das Fahrzeug, dessen Karosserie ein Einzelstück blieb, an den Turiner Rennfahrer Salvatore Ammendola ausgeliefert. Der Zwölfzylinder-V-Motor hatte einen Hubraum von 2341 Kubikzentimeter und leistete 135 PS (99 kW) bei 6000 Umdrehungen pro Minute.
Die Coupé-Karosserie bestand aus Leichtmetall und zeigte ein relativ weit nach hinten gezogenes, rundlich-hohes Fließheck, das den zeitgenössischen Touring-Coupés ähnelte. Die Linienführung war besonders ruhig, schlicht und funktional; auf Chromzierrat wurde weitgehend verzichtet. Der Kühlergrill, den die Karosseriebauer damals noch weitgehend frei gestalten konnten, war vergleichsweise breit und niedrig; er bestand aus vielen waagerechten und senkrechten Stäben, die ein Gitter aus kleinen Rechtecken bildeten. Die schmale vordere Stoßstange reichte um die Karosserieecken bis fast zu den vorderen Radausschnitten herum. Im Bereich des Kühlergrills nahm sie dessen abgerundete Kontur auf und verlief im leichten Bogen darunter. In zeitgenössischen Werksveröffentlichungen bildete Ferrari nicht dieses Motto-Coupé ab, sondern ersetzte es durch ein weiteres von Vignale; eine Quelle sieht die Ursache dafür in dem „ungewöhnlichen“ Motto-Design.
Ungeachtet des relativ langen Radstands von 2500 Millimeter nahm das Fahrzeug an mehreren Automobilrennen teil. Größter Motorsporterfolg war der zweite Rang von Ammendola bei dem 2-Stunden-Rennen von Monza 1951 hinter dem Ferrari-212MM-Werkswagen der Scuderia Ferrari unter Luigi Villoresi und vor Louis Chiron auf einem Delahaye.
Das Motto-Coupé war eines von 27 Ferrari 195 Inter, die zwischen 1950 und 1952 alle als Coupé beziehungsweise Berlinetta gebaut wurden. Zwölf erhielten eine Karosserie von Vignale, zehn von Ghia, drei von Touring und eines von Ghia-Aigle.
Das traditionell noch rechtsgelenkte, ursprünglich hellgelb lackierte Motto-Coupé existiert in dieser Form heute nicht mehr: Das Chassis wurde 1956 von Scaglietti mit einer Karosserie im Stil des Ferrari 750 Monza beziehungsweise des 121 LM Scaglietti Spider neu eingekleidet und erhielt später einen 3,0-Liter-V12-Motor aus einem Ferrari 250 GTE 2+2 von 1962. In den 1960er-Jahren gehörte das Fahrzeug zeitweilig dem aus Kanada stammenden Schauspieler und Ferrari-Sammler Peter Helm. Der Originalmotor des Motto-Coupés befindet sich inzwischen in einem Ferrari 212 Inter Vignale Coupé. Im Jahr 2006 wurde das umgebaute Motto-Coupé nach 40 Jahren in Süd-Kalifornien wiederentdeckt; bei einer Versteigerung erwarb es ein europäischer Sammler mit Blick auf den zwischenzeitlichen Zustand für 231.000 US-Dollar.

### Ferrari 212 Export Motto Berlinetta (1951, Chassisnummer 0074E)
Im Jahr 1951 karossierte Motto den Ferrari 212 Export mit der Chassisnummer 0074E mit einer Berlinetta-Karosserie. Nach einem Werkseinsatz für die Scuderia Ferrari übernahm der italienische Rennfahrer Elio Checcacci das Fahrzeug. Mit einem solchen Aufbau blieb es ebenfalls ein Einzelstück. Der Zwölfzylinder-V-Motor hatte einen Hubraum von 2562 Kubikzentimeter und leistete 170 PS (125 kW) bei 6500 Umdrehungen pro Minute.
Abgesehen von dem 25 Zentimeter kürzeren Radstand entsprach die Karosserie weitgehend derjenigen des Ferrari 195 Motto Coupé. Allerdings verzichtete sie auf eine vordere Stoßstange.
Mit dem deutlich kürzeren Radstand von 2250 Millimeter und dem stärkeren Motor war das ebenfalls rechtsgelenkte Fahrzeug vor allem für den Motorsport prädestiniert. Größter sportlicher Erfolg war der dritte Rang bei der Tour de France für Automobile 1951 unter Checcacci und seinem US-amerikanischen Partner Harry Schell. Zuvor war es bei der Mille Miglia 1951 ausgeschieden, ebenso im Folgejahr unter einem neuen Eigner. Über das Werk gelangte die Motto-Berlinetta 1953 an die belgische Ecurie Francorchamps; allerdings schied Charles de Tornaco mit seinem Partner beim 24-Stunden-Rennen von Spa-Francorchamps mit Motorschaden aus. Unter seinem nächsten Eigner, dem Italiener Ilfo Minzoni, erzielte die Motto-Berlinetta 1954 wieder mehrere Erfolge, darunter den dritten Rang seiner Klasse bei der Mille Miglia 1954 (Gesamtrang 13) sowie die Gesamtränge vier und sechs beim 3-Stunden-Rennen von Bari sowie der Targa Florio.
Die Motto-Berlinetta war eine von insgesamt 27 Ferrari 212 Export aus den Jahren 1951 und 1952, darunter zwölf weitere mit geschlossenem Aufbau. Acht davon erhielten eine Berlinetta- beziehungsweise Coupé-Karosserie von Vignale, drei von Touring und einer von Fontana.
Ab November 1954 ist der Verbleib der Berlinetta weitgehend unklar. Trotz Meldung erschien sie nicht zur Mille Miglia 1955; Hinweise bestehen, dass sie 2002 im Eigentum eines Brasilianers stand.

### Ferrari 212 Export Motto Spider (1951, Chassisnummer 0094E)

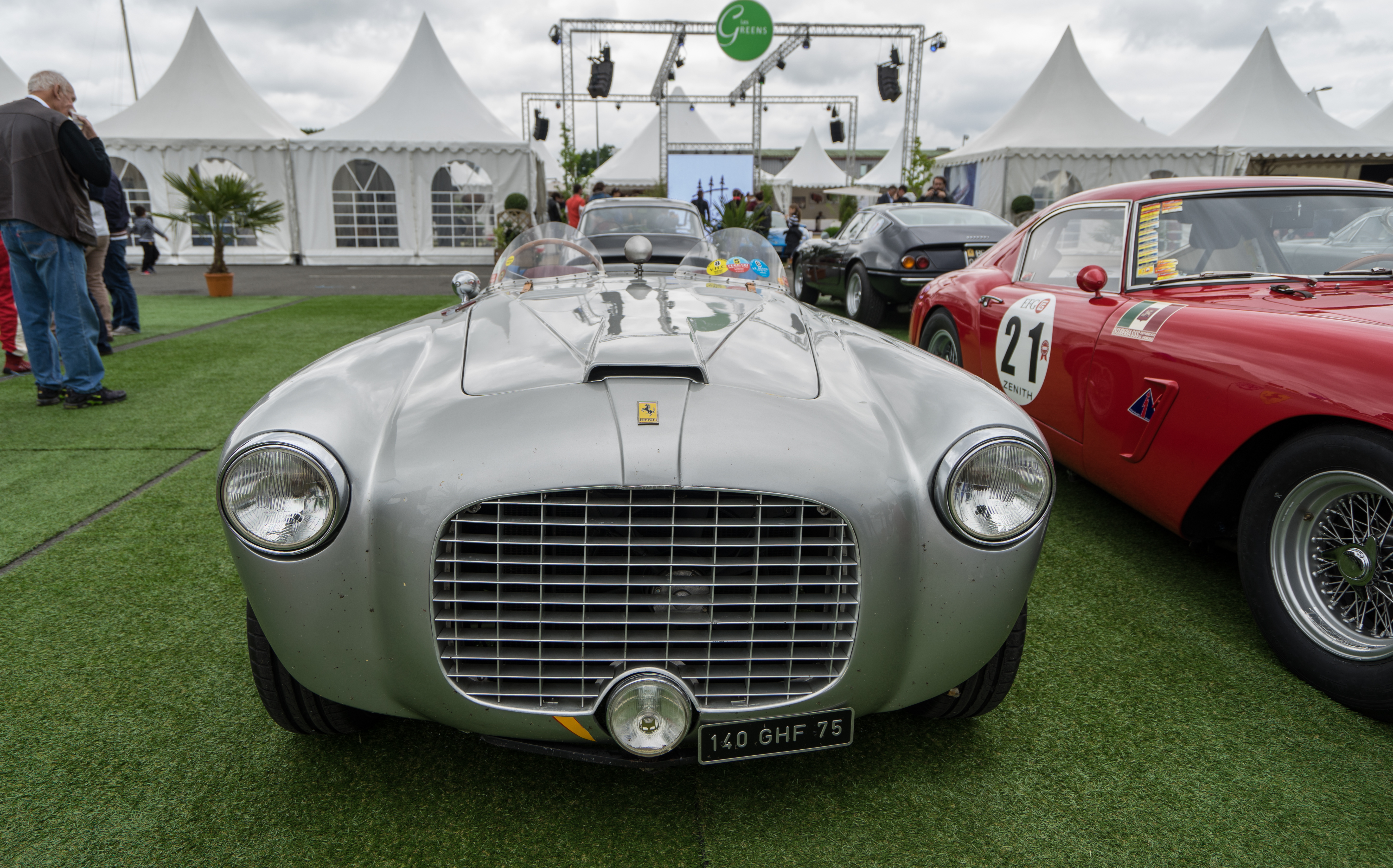
Die markante Front des Ferrari 212 Export Motto Spider mit dem integrierten dritten, zentralen Scheinwerfer

Ebenfalls noch 1951 karossierte Motto den Ferrari 212 Export mit der Chassisnummer 0094E, diesmal mit einer Spider-Karosserie. Anfang 1951 wurde das Fahrzeug an den Florentiner Rennfahrer Piero Scotti ausgeliefert, der dafür den Ferrari 166 Inter Motto Spider zurückgab. Auch in diesem Fall blieb es ein Einzelstück. Der Zwölfzylinder-V-Motor hatte wiederum einen Hubraum von 2562 Kubikzentimeter und leistete 170 PS (125 kW) bei 6500 Umdrehungen pro Minute.
Die Karosserie war ungewöhnlich kompakt und minimalistisch, offenkundig in dem Bestreben, das Gewicht möglichst gering zu halten und die Übersichtlichkeit zu verbessern. Der Kühlergrill war relativ schmal und hoch. Besonderheit war ein dritter Scheinwerfer, der mittig tief unten teils im Kühlergrill, teils im unteren Frontblech saß. Mitunter wird der gezielt für den Motorsport gebaute Spider als „eigenwillig gestylt“ bezeichnet.
Größter sportlicher Einzelerfolg war der dritte Rang bei der Mille Miglia 1951 unter Scotti und seinem Partner Amos Ruspaggiari; hinzu kam der Gewinn der italienischen Sportwagenmeisterschaft 1951. Mit dem Ende der Saison wurde der Motto-Spider an einen argentinischen Rennfahrer verkauft, der ihn regelmäßig in seinem Heimatland einsetzte. Unter mehreren weiteren Argentiniern nahm das Fahrzeug bis 1959 an regionalen Motorsportveranstaltungen teil und verblieb bis 1984 in Südamerika.
Der Motto-Spider war einer von insgesamt 27 Ferrari 212 Export aus den Jahren 1951 und 1952, darunter 13 weitere mit offenem Aufbau. Fünf davon erhielten eine Barchetta- beziehungsweise Spider- oder Cabrio-Karosserie von Vignale, sieben von Touring und einer von Fontana.
Der rechtsgelenkte Motto-Spider existiert weiterhin, nach einer zwischenzeitlichen aufwendigen Restaurierung wieder mit originalgetreuer silberfarbener Lackierung und dunkelroter Innenausstattung. Seit 1984 nutzte ihn der in Paris ansässige Schweizer Unternehmer und Ferrari-Sammler Antoine Midy, ab 1987 zunächst im historischen Motorsport, zuletzt bei Concours-Veranstaltungen. Nach seinem Tod 2007 führte eine Versteigerung 2008 nicht zum Verkauf: Das höchste Gebot blieb mit 2,15 Millionen Schweizer Franken unter dem Schätzpreis von 2,8 bis 3,8 Millionen Franken.